# Cycadaceae
Cycadaceae is een botanische naam van een familie van palmvarens. Deze familie wordt universeel erkend. Er is geen exacte overeenkomst over de samenstelling van de familie, maar meestal wordt aangenomen dat deze bestaat uit slechts één geslacht, Cycas.
Bij oppervlakkige beschouwing doen palmvarens wel denken aan palmen, vandaar ook de naam. Zij zijn echter niet verwant aan palmen. Palmvarens, ook wel cycaspalmen, hebben een vaak onvertakte stam en enkel geveerde grote bladeren in een eindelingse toef. Alleen leden uit het geslacht Bowenia (meestal niet in deze familie geplaatst) hebben dubbel geveerde bladeren. Het bijzondere van palmvarens is dat ze een ondergrondse stam hebben. Karakteristiek zijn de slijmkanalen in het merg en de schors van de stam. Bevruchting vindt plaats door middel van stuifmeel dat uit een mannelijke kegel komt en door conifeerachtige vrouwelijke kegels opgevangen wordt.

## Neurologische eigenschappen
De zaden van een lid van deze familie, Cycas micronesica, werden wel gegeten door een stam op Guam, de Chamorro, en er wordt aangenomen dat ze de oorzaak zijn van het 100 x zo vaak als normaal voorkomen van bepaalde neurodegeneratieve aandoeningen door aanwezigheid van het neurovergif beta-methylamino-L-alanine, dat wordt aangemaakt door cyanobacteriën in de wortels, en geconcentreerd voorkomt in de zaden van de plant en in het vlees van dieren (vliegende honden) die van die zaden eten. Er zijn aanwijzingen dat ook bij mensen die in de Verenigde Staten overlijden aan amyotrofe laterale sclerose (ALS) dit vergif een rol speelt, dat dan uit andere bronnen zou moeten komen.